# Уотт, Майкл
Майкл Уотт (англ. Michael Watt; род. 13 апреля 1987, Белфаст) — ирландский хоккеист на траве, нападающий. Участник летних Олимпийских игр 2016 года, бронзовый призёр чемпионата Европы 2015 года.

## Биография
Майкл Уотт родился 13 апреля 1987 года родился в британском городе Белфаст.
В 1998—2005 годах учился в королевской гимназии в Белфасте, выступал за её команды по хоккею на траве и регби. В 2005—2009 годах учился в университете Хериота-Уотта в Эдинбурге, где получил степень бакалавра по управлению недвижимостью. В 2013—2018 года работал геодезистом в Вест-Энде, с 2018 года живёт в Белфасте, работает в ювелирной фирме.
До 2005 года играл за «Инстонианс» из Белфаста, в составе которых в 2004 году завоевал Кубок Ирландии.
В 2005—2009 годах играл в чемпионате Шотландии за «Грэндж» из Эдинбурга. В 2009 году стал обладателем Кубка Шотландии и был признан лучшим игроком года по версии Шотландского хоккейного союза.
В 2009—2010 годах выступал за бельгийский «Драгонз», в 2010—2012 годах играл за испанский «Тенис» из Сантандера, в 2012—2013 годах — за нидерландский «Стихтисе». Во всех этих командах параллельно тренировал юниорские команды клубов.
В 2013—2015 годах играл за английский «Сёрбитон».
В 2015—2016 годах защищал цвета ирландского «Лиснагарви», в составе которого стал чемпионом страны.
В 2016—2018 годах выступал за английский «Хэмпстед энд Вестминстер», после чего вернулся в «Инстонианс».
В июле 2006 года дебютировал в сборной Ирландии в матче с Польшей. В 2015 году стал бронзовым призёром чемпионата Европы 2015 года.
В 2016 году вошёл в состав сборной Ирландии по хоккею на траве на летних Олимпийских играх в Рио-де-Жанейро. Играл в поле, провёл 5 матчей, мячей не забивал.
В ноябре 2017 года завершил международную карьеру.
В 2006—2016 годах провёл за сборную Ирландии 201 матч, забил 54 мяча.

## Семья
Старший брат — Джон Уотт, ирландский регбист. Играл за юношескую и студенческую сборные страны.